# Wolfgang Roddewig
Wolfgang Roddewig (* um 1931) ist ein deutscher Unternehmer und Diplomat.

## Leben
Roddewig stammt aus Köthen (Anhalt). Nach einer Kaufmannslehre kam er 1952 auf Bitte seiner verwitweten Tante mit dem argentinischen Auswandererschiff Alberto Dodero nach Brasilien, um sich um die Organisation ihrer Zuckermühle in Laranjeiras (Sergipe) zu kümmern. 1957 übersiedelte er nach Salvador und gründete dort die Firma Technico, die Baumaschinen, Gabelstapler und Traktoren verkauft.
Neben seinen unternehmerischen Tätigkeiten übernahm er Anfang der 1980er Jahre das Amt des deutschen Honorarkonsuls für Bahia und Sergipe. Im Mai 2005 verabschiedete er sich aus seinem Amt.

## Ehrungen
- 1991: Verdienstkreuz 1. Klasse der Bundesrepublik Deutschland
- Ernennung zum Ehrenbeamten
- Schwarzes Verdienstkreuz des Staates Bahia (Komtur)
- Colaborador Emérito der Polícia Federal